# Калинин, Сергей Леонидович
Сергей Леонидович Калинин (род. 20 августа 1988) — российский игрок в хоккей с мячом, защитник хоккейного клуба «Водник».

## Карьера

### Клубная
Заниматься хоккеем с мячом начал в с. Верхняя Тойма (Архангельская область), в дальнейшем представляя команды «Водника» в соревнованиях на детско-юношеском уровне.
С 2006 по 2008 год был игроком команды «Водник»-2, принимающей участие в первенстве России среди команд первой лиги. В составе команды побеждает в первенстве России среди молодёжных команд (2012).
В высшей лиге чемпионата России за «Водник» дебютировал 4 марта 2008 года в игре против абаканских «Саян» в сезоне 2007/08.
В сезоне 2013/14 был игроком команды «Динамо-Казань», побеждая в 2013 году в Кубке России.
Сезон 2014/15 и начало сезона 2015/16 провёл в составе московского «Динамо».
С ноября 2015 года вновь в составе «Водника».

### Сборная России
В составе сборной России с 2011 по 2015 год (13 матчей).
В резерве сборной, которая принимала участие в чемпионате мира 2012 года.
Участник чемпионата мира 2014 года, на котором стал победителем турнира (3 матча).

## Достижения
«Водник»
 Серебряный призёр чемпионата России (2): 2021/22, 2023/24

 Бронзовый призёр чемпионата России (2): 2019/20, 2022/23 

 Финалист Кубка России (2): 2019, 2021 

 Победитель международного турнира «ExTe Cupen» (2): 2018, 2019 

 Финалист международного турнира «ExTe Cupen»: 2017 

 Финалист международного турнира «Kosa Euro Cup»: 2010 

 Победитель первенства России среди молодежных команд: 2012 

 Победитель первенства России среди юниоров: 2006 

 Серебряный призёр первенства России среди старших юношей: 2005 

 Бронзовый призёр всероссийских соревнований «Плетёный мяч»: 2001
«Динамо-Казань»
 Бронзовый призёр чемпионата России: 2013/14 

 Обладатель Кубка России: 2013 

 Финалист Кубка мира: 2013
«Динамо» (Москва)
 Серебряный призёр чемпионата России: 2014/15 

 Финалист Кубка чемпионов Эдсбюна: 2014
Сборная России
 Чемпион мира: 2014 

 Победитель Кубка Акима Алматы: 2011 

 Бронзовый призёр Международного турнира на призы Правительства России (2): 2010 (в составе молодёжной сборной России), 2012 (в составе второй сборной России) 

Личные
- В списке 22-х лучших игроков сезона (5): 2014, 2019, 2022, 2023[18], 2024

### Комментарии
1. ↑  Количество игр и голов за клуб(ы) в высшем дивизионе чемпионатов России
2. ↑  Результативные передачи